# 中葛城山
中葛城山（なかかつらぎさん）は、金剛山の南に位置する、標高937.7mの山であり、金剛山地に属している。山頂は、大阪府千早赤阪村と奈良県五條市の境界上にあり、金剛生駒紀泉国定公園のエリアに含まれている。金剛山に近いながらも、登山客が少ないため、静かな山歩きが楽しめるとして、一部のハイカーには人気がある。

## 解説
山頂付近の奈良県側は、低木やクマザサが大量に群生しているもの高い木は少ないため、眺望が開けている。そのササヤブの中に、三等三角点（点名：北山）が設置されているが、この場所は、実際には、中葛城山の最高点ではなく、それよりやや低い位置に存在している。なお、この記事では三角点の位置の標高を山の標高として表す。
一方、大阪府側は、植林された、杉とクマザサの山林が広がっており、眺望は一切効かない。山のすぐ北東（直線距離にして100m少々）に久留野峠（標高890m）があるため、登山者は、標高差60m少々をわずかな距離ではあるが、かなりの急勾配を登らねばならない。
登山者の多くは、この山のみに登頂することはなく、ダイヤモンドトレールを金剛山方面から、神福山、紀見峠方面へ縦走する、あるいは、千早赤阪村にある金剛山ロープウェイ前バス停から、久留野峠へ登り、一度、この山へ登頂した後、再度金剛山へ向かうといった登山を行うものが多い。また、久留野峠までは五條市小和町からの登山コースもある。なお、金剛山地を縦走する自然歩道であるダイヤモンドトレールは、最高点付近を通るが、三角点を通過してはいない。

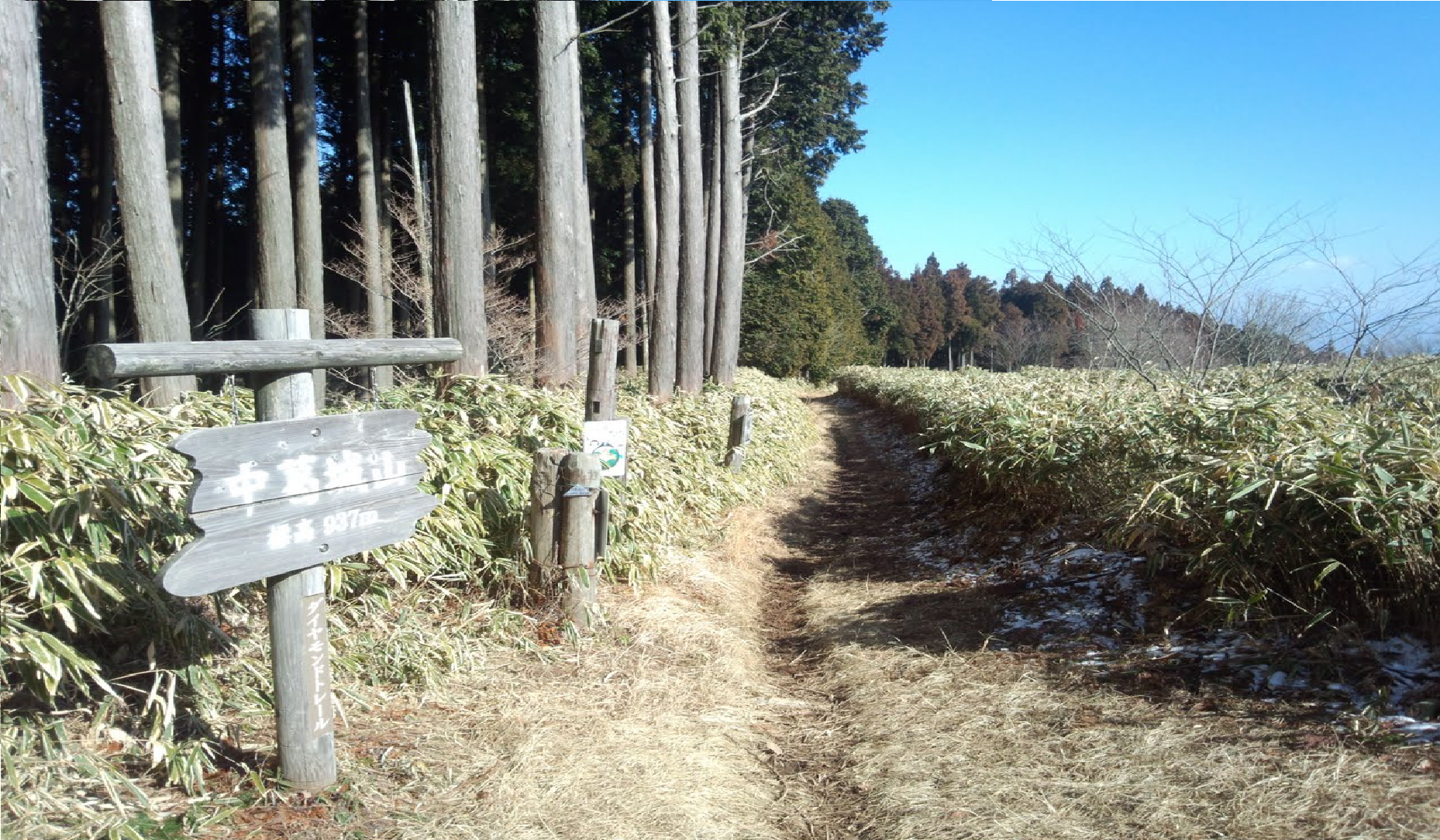
山頂
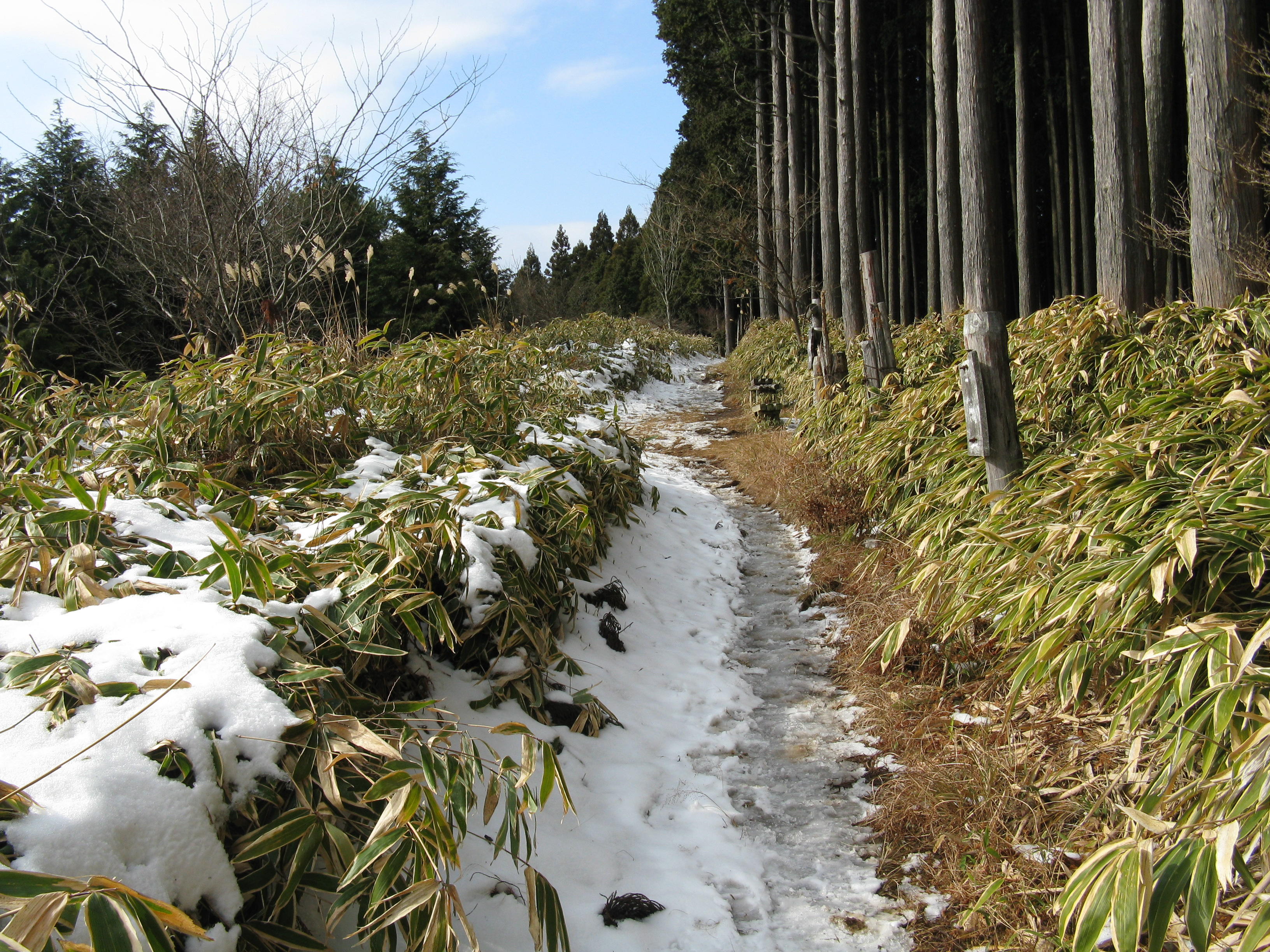
府県境を走るダイヤモンドトレール
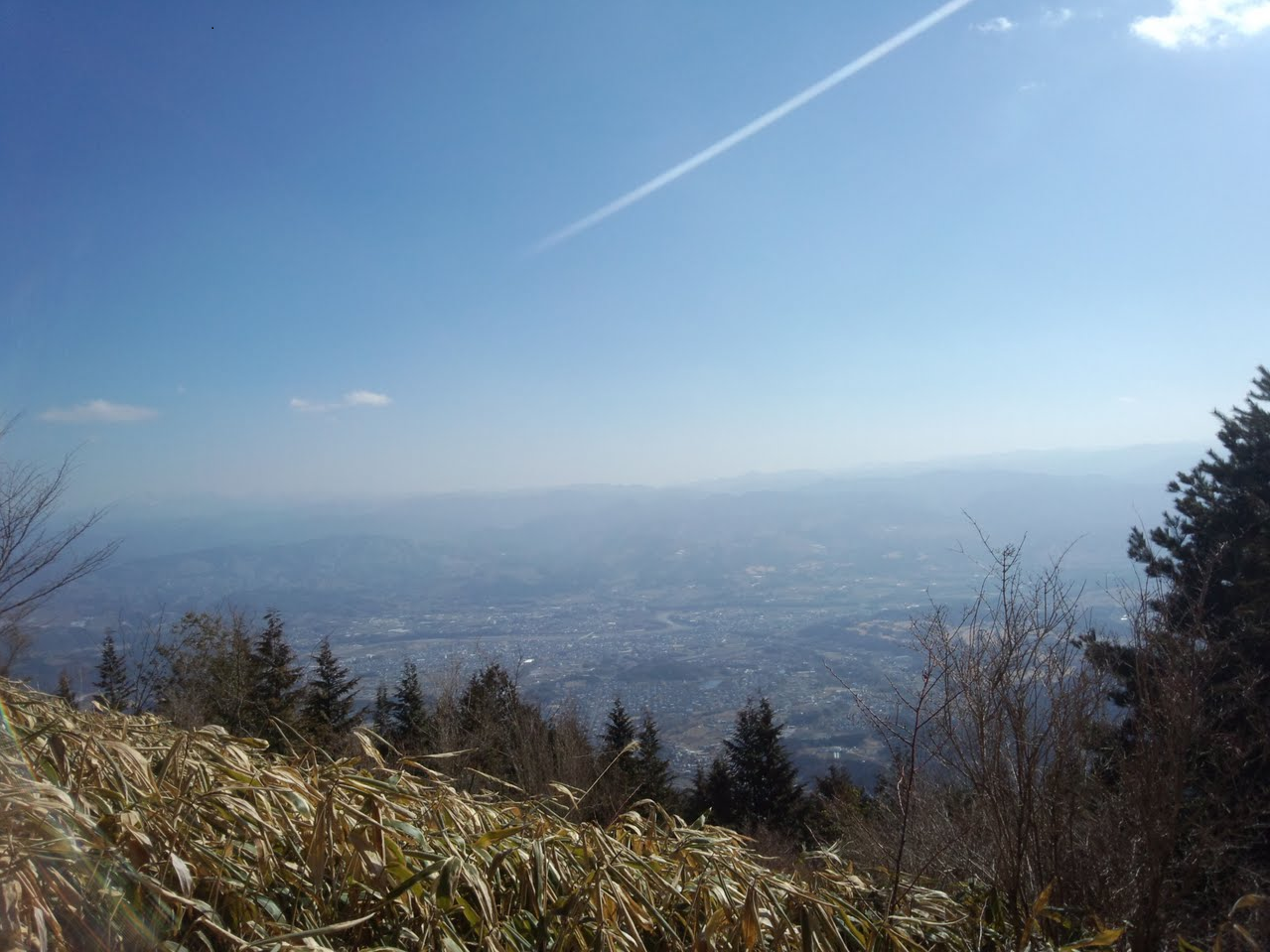
山頂から眺めた五條市